# Anno europeo del patrimonio culturale
L'anno 2018 è stato designato come l'anno europeo del patrimonio culturale (in inglese European Year of Cultural Heritage) dalla Commissione europea.
L'iniziativa di creare un anno del patrimonio culturale parte dalla Commissione europea, al fine di incoraggiare la partecipazione e la valorizzazione del patrimonio culturale in quanto risorsa condivisa da tutti i cittadini dell'Unione. Lo scopo prefissato dal progetto è stato quello di sensibilizzare alla storia e ai valori comuni, rafforzando così il senso di appartenenza all'Europa. Il motto che l'Unione europea ha scelto per rappresentare l'anno del patrimonio culturale è stato: "Il nostro patrimonio: dove il passato incontra il futuro".
Annunciato nel 2017, è stato lanciato ufficialmente il 31 gennaio 2018. L'evento ufficiale di presentazione si è tenuto a Milano nelle date del 7 e 8 dicembre, nel quadro dello European culture forum.
A tale iniziativa hanno partecipato 28 stati europei, per un totale di 10.150 eventi organizzati in Europa (di cui 1.365 in Italia) a cui si stima una partecipazione di 1.120.000 persone in totale.

## In Italia
In Italia l'anno europeo del patrimonio culturale è stato coordinato dal Ministero dei beni e delle attività culturali e del turismo (MIBACT) il quale ha promosso le iniziative organizzate a livello nazionale. Per le iniziative è stato aperto un bando, in cui è stato messo a disposizione 1 milione di euro, a sostegno dei progetti innovativi e pluridisciplinari inerenti.